# Château de Cabrerets
Le château de Cabrerets est situé sur la commune de Cabrerets, dans le département du Lot, en France. 

## Historique
Un premier château a été édifié au XIIIe siècle, appartenant aux Barasc et dès la seconde moitié du 15e siècle aux Cardaillac. 
L'actuel château, dont les bâtiments s’articulent autour d’une grande cour, fut reconstruit au XVIe par la famille de Gontaut, seigneurs de Cabrerets. Il appartint au maréchal-duc Charles de Gontaut-Biron, ami d'Henri IV et traître à ce roi. Durant tout le 18e siècle, les Gontaud ne résidèrent pas en Quercy mais dans leur château de Biron en Dordogne. Armand-Louis de Gontaut Biron, duc de Lauzun et seigneur de Cabrerets, fut pendant la Révolution député du Quercy aux états généraux. Accusé de conspiration contre la République il fut décapité le 31 décembre 1793. Son épouse, Amélie, fut guillotinée un an plus tard. 
Le château fut vendu lors de la vente des biens nationaux. Joachim Murat, Roi de Naples, qui a fait construire le Château de Labastide-Murat pour sa mère, voulut un temps acheter le château de Cabrerets pour en faire don à son frère André. Sa sœur Antoinette Murat avait marié en 1784 Jean Bonafous, le propriétaire du Château de Crabillé qui a alors été nommé aide de camp de Murat. Le projet resta sans suite mais le comte Murat, député du Lot, et membres de sa famille acquirent peu à peu vers 1850 les différents parts du château et de son domaine et entreprirent la restauration. L'actuel propriétaire, Philippe Sahut d'Izarn, est un descendant de cette famille. 
Le monument fait l’objet d’un classement au titre des monuments historiques depuis le 28 novembre 1996.